# Именица
Именице су отворена класа пунозначних речи које типично врше реченичне функције субјекта, правог и неправог објекта и предикатива, а такође могу вршити и функције атрибута, атрибутива и прилошких допуна и одредби.
Традиционална дефиниција каже да су именице променљива и самостална врста речи које означавају бића, предмете и појаве.

## Дефиниције
Именице се понекад дефинишу у смислу граматичких категорија којима су подвргнуте (класификација по полу, прилагођена за случај и број). Такве дефиниције имају тенденцију да буду специфичне за језик, јер именице немају исте категорије на свим језицима.
Именице се често дефинишу, посебно у неформалним контекстима, у смислу њихових семантичких својстава (њихових значења). Именице су описане као речи које се односе на особу, место, ствар, догађај, супстанцу, квалитет, квантитет, итд. Међутим, савремени лингвисти су овај тип дефиниције критиковали као неинформативан.
У енглеском језику постоји више примера именица које немају објекат: drought, enjoyment, finesse, behalf (као што је у изразу on behalf of), dint (in dint of), и sake (for the sake of).

## Семантичка класификација
Именице се према томе да ли означавају један специфичан ентитет или читаву класу ентитета традиционално деле на властите и заједничке.
Из класе заједничких именица се традиционално издвајају збирне и градивне. Ни градивне ни збирне именице се, за разлику од тзв. пребројивих, барем у основном значењу, не могу користити са бројевима. Збирне именице граматичком једнином означавају пребројиво мноштво ентитета. Градивне именице граматичком једнином означавају непребројиву количину материје.
Према семантичком критеријуму се традиционално такође додатно издвајају апстрактне именице од именица које означавају конкретна бића, предмете и појаве. Из категорије апстрактних именица се као посебна класа издвајају још глаголске.

## Морфолошке категорије

### Класификационе категорије
Класификационе (инхерентне) категорије именица у српском језику су род и деклинациона врста.
Именице могу бити мушког, женског или средњег рода. Код неких именица које означавају жива бића традиционално се разликује природни и граматички род.
Именице могу припадати једној од три деклинационе врсте: именице о-деклинације имају у генитиву једнине наставак -а: човек – човека, дете – детета, именице а-деклинације имају у генитиву наставак -е: жена – жене, а именице и-деклинације имају у генитиву наставак -и: ствар – ствари.
Именице се другачије могу поделити на четири деклинационе врсте. Каже се да именице о-деклинације које имају исту основу у свим падежима (човек – човека) припадају првој деклинацији, док оне које имају крњу основу у номинативу (акузативу и вокативу) једнине (дете – детета) припадају другој деклинацији. У том случају се а-деклинација зове трећом, док се и-деклинација зове четвртом деклинацијом.
Такође постоје именице нулте деклинације, које имају исти облик у свим падежима (мадам, леди).
Именице мушког рода мењају се по првој о- или по трећој (а-) деклинацији. Именице које се мењају по првој деклинацији имају нулти наставак у номинативу једнине, а у генитиву једнине имају наставак -а: човек – човека, сепаре – сепареа, алиби – алибија, пано – паноа, кану – кануа; или имају у номинативу наставак -о или -е, док у генитиву исто имају наставак -а: ауто – аута, геније – генија. Именице које се мењају по трећој деклинацији у номинативу имају наставак -а, а у генитиву наставак -е: вођа – вође.
Именице средњег рода мењају се по првој или другој о-деклинацији. Именице које се мењају по првој деклинацији имају у номинативу наставак -о или -е: село – села, поље – поља. Именице које се мењају по другој деклинацији имају у номинативу (акузативу и вокативу) крњу основу и нулти наставак, док у генитиву исто имају наставак -а: дете – детета, време – времена.
Именице женског рода мењају се по трећој (а-) или по четвртој (и-) деклинацији. Именице које се мењају по трећој деклинацији имају наставак -а у номинативу једнине, а у генитиву једнине имају наставак -е: жена – жене. Именице које се мењају по четвртој деклинацији имају у номинативу нулти наставак, а у генитиву наставак -и: ствар – ствари.

### Граматичке категорије
Граматичке (променљиве) категорије именица у српском језику су број и падеж.
Именице могу имати облике једнине и множине. Неке именице се обично користе само у једнини (сингуларија тантум). То су властите, градивне и збирне именице.
Друге именице имају само множину (плуралија тантум). И оне могу бити мушког: ногари – ногара – ногарима, женског: новине – новина – новинама (а-декл.), груди – груди – грудима (и-декл.), или пак средњег рода: врата – врата – вратима.
Именице имају облике седам падежа (у традиционалном поретку): номинатив, генитив, датив, акузатив, вокатив, инструментал, локатив.
Облици номинатива и вокатива су у множини свих именица једнаки, као и облици датива, инструментала и локатива.
Код именица средњег рода акузатив је једнак номинативу и у једнини и у множини. Акузатив једнине именица мушког рода прве деклинације једнак је генитиву, ако означавају живо, или пак номинативу, ако означавају неживо.

### Преглед деклинацијских група
Следи преглед деклинацијских група. У литератури се често главна група мушког рода и група средњег узимају заједно.

#### Главна група мушког рода
Ова група садржи именице мушког рода. Именице се у њој деле по два критеријума:
Први критеријум је по продужењу множине:
- с „дугом” множином -ов- или -ев- у множини (мост, нож, вол : мостови, ножеви, волови)
- с „кратком” множином (зуб, папир, аутомобил : зуби, папири, аутомобили)

Дугу множину по правилу имају једносложне именице. Кратку множину редовно имају двосложне и вишесложне именице, али и многе једносложне именице.
Други критеријум је означава ли именица живо биће:
- именице које означавају нежива бића (укључујући и биљке) имају у једнини акузатив једнак номинативу (видим сто)
- именице које означавају жива бића често имају акузатив једнине једнак генитиву (видим пса), али и властите специфичне облике (дете, девојку, мајку...)

Именице које завршавају на палатални сугласник имају следеће особености:
- продужење множине -ев- (ако имају продужену множину)
- -у у вокативу једнине
- -ем у инструменталу једнине

Такође, долази до следећих гласовних промена у неким падежима:
- испред -и у множини к, г и х прелазе у ћ', з, с (сведок, сведоци)
- испред -е у ВОК јд. к, г и х прелазе у ч, ж, ш (вук, вуче), али не у АКУ мн.: (сведоке)
- именице којима основа у свим падежима (осим у номинативу јд.) завршава на -л у номинативу често имају о уместо л ( ГЕН чавл-а НОМ чавао; међутим, ГЕН вол-а НОМ вол)
- ако би именице имале у неким падежима групе сугласника који се нормално не јављају, разбијају се убацивањем -а- (тзв. непостојано а): НОМ пас; ГЕН пса

| једнина | једнина | једнина | једнина   | једнина | једнина | множина   | множина | множина         | множина |
| НОМ     | ВОК     | ГЕН     | ДАТ / ЛОК | АКУ     | ИНС     | НОМ / ВОК | ГЕН     | ДАТ / ЛОК / ИНС | АКУ     |
| ------- | ------- | ------- | --------- | ------- | ------- | --------- | ------- | --------------- | ------- |
| зуб     | зубе    | зуба    | зубу      | зуб     | зубом   | зуби      | зуба    | зубима          | зубе    |
| коњ     | коњу    | коња    | коњу      | коња    | коњем   | коњи      | коња    | коњима          | коње    |
| пуж     | пужу    | пужа    | пужу      | пужа    | пужем   | пужеви    | пужева  | пужевима        | пужеве  |
| град    | граде   | града   | граду     | град    | градом  | градови   | градова | градовима       | градове |

#### -а група
Ова група садржи именице женског рода и неке мушког (вођа, војвода). Именице ове групе редовно завршавају на -а у номинативу једнине, а имају номинатив множине на -е.
У овој групи се деломично спроводи палатализација (патка : патки а не *патци) зависно о завршетку речи. Такође, неке речи имају двоструке облике у генитиву множине (патка : патки и патака према жена : жена).
Именице које завршавају на -ица имају особености у деклинацији (различит вокатив једнине).
Збирне именице деца, браћа, господа, властела, двојица, тројица, четворица итд. имају следеће особености:
- мењају се као и све именице у овој групи, али постоје само у једнини
- слажу се са придевима у једнини женског рода и с глаголима у множини

Примери:
Поклони су предати његовој деци (као његовој жени)
Његова су деца ишла у биоскоп (су је множина)
Посебно стоје именице очи и уши које имају само множину с посебном променом.
За све именице ове групе је НОМ = ВОК = АКУ у множини.
| једнина | једнина | једнина | једнина   | једнина | једнина  | множина   | множина       | множина         | множина |
| НОМ     | ВОК     | ГЕН     | ДАТ / ЛОК | АКУ     | ИНС      | НОМ / ВОК | ГЕН           | ДАТ / ЛОК / ИНС | АКУ     |
| ------- | ------- | ------- | --------- | ------- | -------- | --------- | ------------- | --------------- | ------- |
| кућа    | кућо    | куће    | кући      | кућу    | кућом    | куће      | кућа          | кућама          | куће    |
| патка   | патко   | патке   | патки     | патку   | патком   | патке     | патки, патака | паткама         | патке   |
| паткица | паткице | паткице | паткици   | паткицу | паткицом | паткице   | паткица       | паткицама       | паткице |
|         |         |         |           |         |          | очи       | очију         | очима           | очи     |

#### Група средњег рода
Садржи именице средњег рода. Промена именица слична је деклинацији у главној групи мушког рода. Ова група се може поделити на следеће подгрупе:
- именице без проширења - непалаталне завршавају у номинативу једнине на -о (село), палаталне на - е (море)
- именице с проширењем основе на - н - у косим падежима (име: имена; још и племе, раме, слеме, виме, време, семе, презиме)
- именице с проширењем основе на - т - у косим падежима редовно завршавају на -е у ном. једнине (дете, јаје, теле, лане); немају правилну множину - користе се збирне именице
- именица небо има опционално проширење - с - у множини: неба и небеса, као и тело: тела и телеса и небо : небеса
- неке именице леђа, плућа, уста, врата, кола, носила постоје само у множини

Именице уво и око нормалне облике множине који се користе у суженом значењу двојине (два ува), а иначе се користи посебна множина унутар -а групе (уши, очи).
За све ове именице је НОМ = ВОК = АКУ у једнини и множини.
| једнина   | једнина | једнина   | једнина | једнина | множина   | множина | множина         | множина |
| НОМ / ВОК | ГЕН     | ДАТ / ЛОК | АКУ     | ИНС     | НОМ / ВОК | ГЕН     | ДАТ / ЛОК / ИНС | АКУ     |
| --------- | ------- | --------- | ------- | ------- | --------- | ------- | --------------- | ------- |
| село      | села    | селу      | село    | селом   | села      | села    | селима          | села    |
| море      | мора    | мору      | море    | морем   | мора      | мора    | морима          | мора    |
| име       | имена   | имену     | име     | именом  | имена     | имена   | именима         | имена   |
| теле      | телета  | телету    | теле    | телетом |           |         |                 |         |
|           |         |           |         |         | врата     | врата   | вратима         | врата   |

#### -и група
Ова група садржи именице женског рода. Реч је о „реликтној” групи. У ову групу спадају у збирне именице на -ад (телад) које имају само једнину и именице које се изводе наставком \ост\ (апстрактне именице). За пример промене се могу узети именице ноћ и маст, те реч кћи која је изузетак:
| једнина | једнина | једнина | једнина   | једнина | једнина      | множина   | множина | множина         | множина |
| НОМ     | ВОК     | ГЕН     | ДАТ / ЛОК | АКУ     | ИНС          | НОМ / ВОК | ГЕН     | ДАТ / ЛОК / ИНС | АКУ     |
| ------- | ------- | ------- | --------- | ------- | ------------ | --------- | ------- | --------------- | ------- |
| ноћ     | ноћи    | ноћи    | ноћи      | ноћ     | ноћи         | ноћи      | ноћи    | ноћима          | ноћи    |
| маст    | масти   | масти   | масти     | маст    | масти, машћу | масти     | масти   | мастима         | масти   |
| кћи     | кћери   | кћери   | кћери     | кћер    | кћери        | кћери     | кћери   | кћерима         | кћери   |